# Liste der Kirchenburgen im Landkreis Kitzingen
Die Liste der Kirchenburgen im Landkreis Kitzingen beinhaltet alle bestehenden und ehemaligen befestigten Kirchhöfe im unterfränkischen Landkreis Kitzingen. Der Landkreis besitzt eine hohe Dichte an sogenannten Kirchenburgen, die heute teilweise auch museal genutzt werden.

## Historischer Hintergrund

### Entstehung und Blütezeit (bis 1618)
Mainfranken und damit auch der Landkreis Kitzingen sind ein Zentrum der sogenannten Kirchenburgen. Die meisten dieser Anlagen gehen auf das 13. und 14. Jahrhundert zurück. Die Städte konnten Stadtmauern errichten, um ihre Bevölkerung vor möglichen Feinden zu schützen. Die finanzschwächeren Dörfer aber beschränkten sich auf einen Dorfgraben mit Hecken und Büschen, den sogenannten Dorfhaag. Zusätzlich befestigte man die Kirchhöfe, die zumeist den Mittelpunkt des Ortes bildeten mit einer Ringmauer und baute an sie Gaden, eingeschossige Vorratshäuser an.
Eine zweite Bauphase des 15. Jahrhunderts kann eindeutig im Zusammenhang mit dem sogenannten Ersten Markgrafenkrieg gesehen werden. Spätestens jetzt erhielten die Gaden eine Unterkellerung und wurden teilweise in Fachwerkbauweise aufgestockt. Der befestigte Kirchhof in Kleinlangheim wurde 1416 erstmals erwähnt. Damals besaß der Markgraf von Brandenburg-Ansbach das Öffnungsrecht, d. h., er durfte die Kirchenburg als Truppenstützpunkt nutzen. Die Kirchhöfe im Landkreis besaßen während des Markgrafenkrieges eine wichtige, militärische Funktion.
Ab dem Hochmittelalter bestanden wohl in jedem größeren Dorf im heutigen Kreisgebiet befestigte Kirchhöfe. Die Gaden wurden in Kriegszeiten von den Oberschichten der Gemeinschaften als Lagerraum für Getreide genutzt. In den Obergeschossen waren Räumlichkeiten zur Trocknung der Vorräte untergebracht (Schüttböden), während im Keller die eigentlichen Lagermöglichkeiten bestanden. Das Erdgeschoss wurde teilweise mit einer Kelter ausgestattet, um kleinere Weinmengen für die Selbstversorgung der Orte herzustellen.
Die Kirchenburgen waren für die Versorgung und die Verteidigung der Dorfgemeinschaft essentiell. Deswegen erhielt auch der Schulmeister als wichtige Autoritätsperson den Schlüssel für die Anlagen und übte zugleich das Amt des Torwächters aus. Im Hoch- und Spätmittelalter war ein Torhaus zumeist der einzige Zugang zu den Kirchhöfen. Die Lehrer lebten oftmals in diesen Torhäusern und auch die Unterrichtsräume waren in den Baulichkeiten untergebracht.

### Nutzungswandel (bis heute)
Erst im Dreißigjährigen Krieg verloren die Kirchenburgen ihre militärische Funktion. Die Baulichkeiten hielten den neuen Geschütztypen nicht mehr stand und hätten aufwendig erneuert werden müssen. Deshalb floh die Bevölkerung im 17. Jahrhundert häufig vor anrückenden Feinden in die umliegenden Wälder und versteckte ihr Hab und Gut. Die landwirtschaftliche Nutzung der Baulichkeiten blieb auch nach dem Krieg bestehen und endete erst im 20. Jahrhundert.
Nachdem die Kirchhöfe ihre militärische Funktion eingebüßt hatten, begann man im 18. und 19. Jahrhundert damit, Umbauten vorzunehmen. Insbesondere neue Zugänge zu den Anlagen entstanden, wodurch man Mauern und Gaden abtrug. Zugleich forderten die örtlichen Geistlichen bessere Durchlichtung der zumeist niedrigen Kirchen-Langhäuser. Im 19. Jahrhundert kam auch erstmals die Bezeichnung Kirchenburg auf. Nach dem Ende des Zweiten Weltkriegs und der Modernisierung der Landwirtschaft verloren die Anlagen auch ihre landwirtschaftliche Funktion.
Die systematische Zerstörung der Kirchenburgen begann in der zweiten Hälfte des 20. Jahrhunderts. Häufig verschwanden die Anlagen, um Platz für breitere Dorfplätze zu machen oder eine Durchgangsstraße zu ermöglichen. Erst in den 1980er Jahren setzte ein Umdenken ein. 1981 wurde das Kirchenburgmuseum Mönchsondheim gegründet. Später wurden einzelne Anlagen hergerichtet, um die touristische Anziehungskraft des Ortes zu erhöhen. Ebenso entstanden Kirchenburgen mit Gemeinschaftshäusern für die Dorfgemeinschaften.

## Liste
Die Liste orientiert sich am Aufsatz von Hüßner über die Kirchenburgen im Landkreis Kitzingen aus dem Jahr 2011. Weitere, größere Ergänzungen sind der Zusammenstellung Kirchenburgen von Krauß und Bauer aus den 1980er Jahren entnommen. Alle anderen Werke sind den jeweiligen Einzelnachweisen zu entnehmen. Die Geokoordinate zeigt den genauen Standort der Kirche, die von der Kirchenburganlage umgeben ist. Zwei Typen von Kirchenburgen sind im Landkreis zu unterscheiden, Anlagen mit oder ohne Gaden (Gaden bzw. ohne). Burgen mit Gaden finden sich überwiegend im Steigerwaldvorland, solche ohne Gaden sind auf den Gäuflächen vermehrt anzutreffen.
Der Erhaltungszustand wird in fünf Kategorien eingeteilt, wobei der Nordwesten des Landkreises die mit Abstand meisten vollständig bzw. weitgehend erhaltenen Anlagen (vollständig) aufweist. Gleichmäßiger verteilt sind dagegen die teilweise erhaltenen Kirchenburgen (teilweise), die in ihrer Struktur noch deutlich zu erkennen sind. Wenige Überreste sind vor allem bei Anlagen im Maintal zu erkennen (wenig). Dagegen stehen archivalisch belegbare Kirchenburgen und die wahrscheinlich vorhandenen Anlagen (archivalisch bzw. wahrscheinlich).
Die Spalte Eckdaten verweist auf historische Zäsuren, Um- und Neubauten der Anlage. Die Forschung zu den einzelnen Kirchenburgen ist regional sehr unterschiedlich ausgeprägt, was sich in den überlieferten Daten zu den Burgen niederschlägt. Als annähernd vollständig erhaltene oder typische Anlagen werden die Kirchenburgen in Albertshofen, Einersheim, Herrnsheim, Hüttenheim, Mönchsondheim und Segnitz in der Literatur besonders häufig erwähnt. Die Stadt- und Ortsbefestigungen im Landkreis wurden in der Liste der Stadt- und Ortsbefestigungen im Landkreis Kitzingen versammelt. 
| Kirchenburg (Gemeinde)                           | Position | Typ    | Erhaltungszustand | Eckdaten (falls vorhanden, nach Bauer bzw. Denkmallisten) |
| ------------------------------------------------ | -------- | ------ | ----------------- | --- |
| Kirchenburg Abtswind (Abtswind)                  | ⊙        | Gaden  | teilweise         | Geschichte: Kirche aus dem 15. Jahrhundert Überreste: Gaden aus dem 17. und 18. Jahrhundert |
| Kirchenburg Albertshofen (Albertshofen)          | ⊙        | ohne   | teilweise         | Geschichte: 1461 von Truppen des Fürstbischofs von Würzburg erstürmt Überreste: geschlossene Anlage, Tordurchgang, Turmaufsatzrest, Mauerreste                                                                                       |
| Kirchenburg Astheim (Volkach)                    | ⊙        | unklar | wahrscheinlich    | |
| Kirchenburg Bimbach (Prichsenstadt)              | ⊙        | unklar | wahrscheinlich    | |
| Kirchenburg Brück (Dettelbach)                   | ⊙        | unklar | wenig             | |
| Kirchenburg Buchbrunn (Buchbrunn)                | ⊙        | unklar | wahrscheinlich    | |
| Kirchenburg Dettelbach (Dettelbach)              | ⊙        | ohne   | wahrscheinlich    | Geschichte: Kirchturm um 1444 Überreste: Kirchenterrasse aus dem Mittelalter |
| Kirchenburg Dornheim (Iphofen)                   | ⊙        | unklar | archivalisch      | |
| Kirchenburg Ebersbrunn (Geiselwind)              | ⊙        | ohne   | wenig             | |
| Kirchenburg Eichfeld (Volkach)                   | ⊙        | Gaden  | teilweise         | Geschichte: Turm aus dem 14. und 15. Jahrhundert Überreste: Turmuntergeschoss mit Schlitzscharten, Kellerreste |
| Kirchenburg Euerfeld (Dettelbach)                | ⊙        | unklar | wahrscheinlich    | |
| Kirchenburg Fahr (Volkach)                       | ⊙        | Gaden  | wenig             | |
| Kirchenburg Füttersee (Geiselwind)               | ⊙        | ohne   | archivalisch      | |
| Kirchenburg Geiselwind (Geiselwind)              | ⊙        | unklar | wahrscheinlich    | |
| Kirchenburg Gerlachshausen (Schwarzach am Main)  | ⊙        | Gaden  | wenig             | |
| Kirchenburg Gnodstadt (Marktbreit)               | ⊙        | ohne   | archivalisch      | |
| Kirchenburg Gnötzheim (Martinsheim)              | ⊙        | unklar | wenig             | |
| Kirchenburg Gräfenneuses (Geiselwind)            | ⊙        | unklar | archivalisch      | |
| Kirchenburg Großlangheim (Großlangheim)          | ⊙        | unklar | archivalisch      | |
| Kirchenburg Hellmitzheim (Iphofen)               | ⊙        | Gaden  | archivalisch      | |
| Kirchenburg Herrnsheim (Willanzheim)             | ⊙        | Gaden  | vollständig       | Geschichte: Wohl im 16. Jahrhundert erweitert Überreste: Tordurchgang, Ummauerung, teilweise unterkellerte Gaden |
| Kirchenburg Hohenfeld (Kitzingen)                | ⊙        | unklar | wahrscheinlich    | |
| Kirchenburg Hüttenheim (Willanzheim)             | ⊙        | Gaden  | vollständig       | Geschichte: Wohl bereits um 1400 errichtet Überreste: Portal am Rathaus, Ummauerung, teilweise mehrstöckige Gaden |
| Kirchenburg Iffigheim (Seinsheim)                | ⊙        | Gaden  | teilweise         | Geschichte: Kirche im 13. Jahrhundert errichtet Überreste: Nordseite rundbogiges Tor, Mauerreste, Gadenreste |
| Kirchenburg Iphofen (Iphofen)                    | ⊙        | unklar | wahrscheinlich    | |
| Kirchenburg Kleinlangheim (Kleinlangheim)        | ⊙        | Gaden  | vollständig       | Geschichte: Anlage im 13. und 14. Jahrhundert errichtet, Ersterwähnung 1416, mehrfache Plünderung Überreste: hohe Mauern, Torhaus von 1487, scheunenartige Gaden mit Kellern                                                         |
| Kirchenburg Krautheim (Volkach)                  | ⊙        | Gaden  | wenig             | |
| Kirchenburg Mainbernheim (Mainbernheim)          | ⊙        | unklar | wahrscheinlich    | |
| Kirchenburg Mainsondheim (Dettelbach)            | ⊙        | unklar | wenig             | |
| Kirchenburg Mainstockheim (Mainstockheim)        | ⊙        | ohne   | teilweise         | Geschichte: Kirchturm im 15. Jahrhundert errichtet Überreste: Graben im Norden, Torhaus, Ringmauerreste, ursprünglich mit Wehrgang                                                                                                   |
| Kirchenburg Marktbreit (Marktbreit)              | ⊙        | unklar | archivalisch      | |
| Kirchenburg Markt Einersheim (Markt Einersheim)  | ⊙        | Gaden  | vollständig       | Geschichte: 1414 Ersterwähnung, ab 1734 umfassende Erneuerung Überreste: Tordurchfahrt unterhalb Rathaus, Wehrmauerreste |
| Kirchenburg Marktsteft (Marktsteft)              | ⊙        | Gaden  | vollständig       | Geschichte: Gaden 1593 erwähnt, 1750 Bau Fachwerktorhaus Überreste: Wehrmauer, Gaden, Torturm mit Durchfahrt und Pyramidendach |
| Kirchenburg Martinsheim (Martinsheim)            | ⊙        | unklar | archivalisch      | |
| Kirchenburg Mönchsondheim (Iphofen)              | ⊙        | Gaden  | vollständig       | Geschichte: Bauteile aus dem 15. und 16. Jahrhundert, Renovierung in den 1970er Jahren, museale Nutzung Überreste: rechteckige Anlage, Torhaus mit Durchfahrt, Umfassungsmauer, Gaden: Erdgeschoss Bruchstein, Obergeschoss Fachwerk |
| Kirchenburg Nenzenheim (Iphofen)                 | ⊙        | Gaden  | teilweise         | Geschichte: 1370 „haus in dem Kirchhoff“ Überreste: rechteckige Anlage, Bruchsteinaußenmauern, Fachwerkgaden, Torhaus von 1544 |
| Kirchenburg Neuses am Berg (Dettelbach)          | ⊙        | unklar | wenig             | |
| Kirchenburg Nordheim am Main (Nordheim am Main)  | ⊙        | unklar | wahrscheinlich    | |
| Kirchenburg Obernbreit (Obernbreit)              | ⊙        | unklar | archivalisch      | |
| Kirchenburg Obervolkach (Volkach)                | ⊙        | Gaden  | wahrscheinlich    | |
| Kirchenburg Prichsenstadt (Prichsenstadt)        | ⊙        | unklar | archivalisch      | |
| Kirchenburg Repperndorf (Kitzingen)              | ⊙        | unklar | wenig             | |
| Kirchenburg Reupelsdorf (Wiesentheid)            | ⊙        | unklar | wahrscheinlich    | |
| Kirchenburg Rödelsee (Rödelsee)                  | ⊙        | Gaden  | archivalisch      | |
| Kirchenburg Segnitz (Segnitz)                    | ⊙        | ohne   | teilweise         | Geschichte: Kirchturm aus dem 13. Jahrhundert Überreste: Gräben, Wehrgänge, Befestigungstürme |
| Kirchenburg Seinsheim (Seinsheim)                | ⊙        | Gaden  | teilweise         | Geschichte: Kirche aus dem 19. Jahrhundert Überreste: Umfassungsmauer teilweise erhalten, Stützpfeiler, unterirdische Gänge |
| Kirchenburg Sickershausen (Kitzingen)            | ⊙        | unklar | wenig             | |
| Kirchenburg Sommerach (Sommerach)                | ⊙        | unklar | wahrscheinlich    | |
| Kirchenburg Stadelschwarzach (Prichsenstadt)     | ⊙        | Gaden  | wenig             | Geschichte: Ersterwähnung 1586, Entfernung von Gaden 1775, 1804, 1982 Überreste: Mehrere Gaden, Umfassungsmauer teilweise erhalten, Rathaus und Amtshaus in die Befestigung integriert                                               |
| Kirchenburg Stadtschwarzach (Schwarzach am Main) | ⊙        | unklar | wahrscheinlich    | |
| Kirchenburg Sulzfeld am Main (Sulzfeld am Main)  | ⊙        | ohne   | wenig             | |
| Kirchenburg Tiefenstockheim (Seinsheim)          | ⊙        | Gaden  | teilweise         | Geschichte: Ersterwähnung 1333 Überreste: hohe Mauern auf Nordseite, einige Gaden erhalten |
| Kirchenburg Unterickelsheim (Martinsheim)        | ⊙        | unklar | archivalisch      | |
| Kirchenburg Westheim (Biebelried)                | ⊙        | Gaden  | wahrscheinlich    | |
| Kirchenburg Wiesenbronn (Wiesenbronn)            | ⊙        | Gaden  | teilweise         | Geschichte: 1461 Kampf um den Kirchhof, 1556 Gaden bezeichnet Überreste: Überreste Umfassungsmauer, zwei Gaden erhalten, Tor um 1860 abgerissen                                                                                      |
| Kirchenburg Wiesentheid (Wiesentheid)            | ⊙        | Gaden  | wahrscheinlich    | |
| Kirchenburg Willanzheim (Willanzheim)            | ⊙        | Gaden  | teilweise         | Geschichte: Erbaut im 14. Jahrhundert, zerstört 1945 Überreste: hohe Mauerreste, Kirchgaden, ursprüngliche Toranlage überbaut |